# Asiatischer Gepard
Der Asiatische Gepard (Acinonyx jubatus venaticus, Synonyme: Acinonyx jubatus raddei, Acinonyx jubatus venator) ist eine vom Aussterben bedrohte Unterart des Geparden, die derzeit nur noch im Iran vorkommt. Sein Verbreitungsgebiet erstreckte sich einst von der Arabischen Halbinsel und dem Nahen Osten bis zur Kaspischen Region, dem Transkaukasus, der Kysylkum-Wüste und dem nördlichen Südasien. Er wurde im Verlauf des 20. Jahrhunderts in diesen Regionen ausgerottet, darunter 1997 in Belutschistan.
Der Asiatische Gepard überlebt in Schutzgebieten in der östlichen und zentralen Trockenregion des Irans, wo die menschliche Bevölkerungsdichte sehr gering ist. Zwischen Dezember 2011 und November 2013 wurden 84 Tiere in 14 verschiedenen Schutzgebieten gesichtet, und 82 davon wurden anhand von Kamerafallenfotos identifiziert.
Im Dezember 2017 wurden weniger als 50 Tiere in drei Teilpopulationen vermutet, die über 140.000 km² in der zentralen Hochebene des Irans verstreut sind. Im Januar 2022 schätzte das iranische Umweltministerium, dass nur noch zwölf Asiatische Geparde, neun Männchen und drei Weibchen, im Land leben. 2023 sprach ein Mitglied der Iranian Cheetah Society von 30 bis 40 im Iran lebenden Exemplaren.

## Merkmale
Der Asiatische Gepard hat ein gelbbräunliches bis hell rehbraunes Fell, das an den Flanken, an der Vorderseite der Schnauze, unterhalb der Augen und an den Innenseiten der Beine heller ist. Kleine schwarze Flecken sind in Linien auf Kopf und Nacken angeordnet, aber unregelmäßig auf dem Körper, den Beinen, den Pfoten und dem Schwanz verstreut. Die Schwanzspitze ist schwarz gestreift. Das Fell und die Mähne sind kürzer als bei den afrikanischen Gepardenunterarten. Kopf und Körper eines erwachsenen Asiatischen Geparden sind etwa 112 bis 135 cm lang, der Schwanz ist 66 bis 84 cm lang. Das Gewicht beträgt etwa 34 bis 54 kg. Die Geschlechter weisen einen Sexualdimorphismus auf, wobei die Männchen etwas größer sind als die Weibchen.

## Systematik
Die Erstbeschreibung, die auf einer Skizze eines mähnenlosen Geparden aus Indien basierte, erfolgte 1821 von Edward Griffith unter dem Artnamen Felis venatica. Seine Beschreibung wurde 1827 mit Unterstützung von Griffiths Assistenten Charles Hamilton Smith im Buch Le Règne Animal veröffentlicht.
Acinonyx raddei wurde 1913 von Max Hilzheimer für die Gepardenpopulation in Zentralasien, den Transkaspischen Geparden, aufgestellt. Hilzheimers Typusexemplar stammte aus Merw, Turkmenistan.

## Evolution
Die Ergebnisse einer fünfjährigen phylogeografischen Untersuchung der Gepardenunterarten weisen darauf hin, dass sich die asiatischen und afrikanischen Populationen vor 32.000 bis 67.000 Jahren genetisch voneinander spalteten und genetische Unterschiede aufweisen. Für die Analyse wurde mitochondriale DNA von 94 Exemplaren aus neun verschiedenen Ländern entnommen, darunter wilde Tiere, beschlagnahmte Individuen, Zootiere sowie Museumsexemplare. Die iranische Population wird als autochthon und monophyletisch klassifiziert und stellt den letzten verbliebenen Vertreter der asiatischen Unterart dar. Darüber hinaus zeigten mitochondriale DNA-Analysen von Museumsexemplaren eines indischen und eines südostafrikanischen Geparden, dass diese sich vor etwa 72.000 Jahren genetisch voneinander trennten.

## Verbreitungsgebiet und Lebensraum

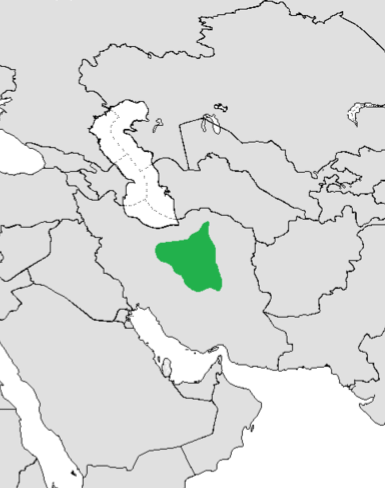
Heutiges Verbreitungsgebiet des Asiatischen Geparden im Iran

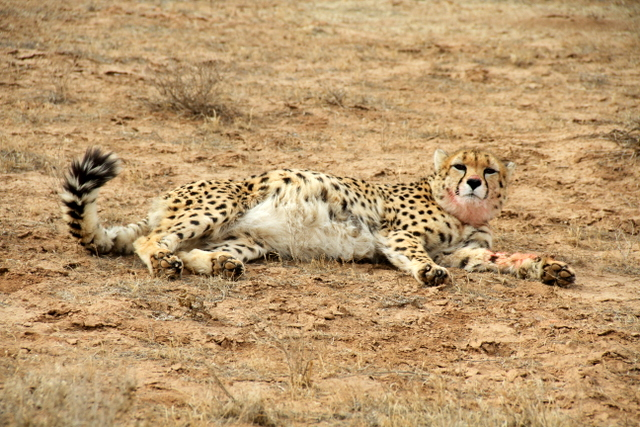
Gepardin Kushki im Iran

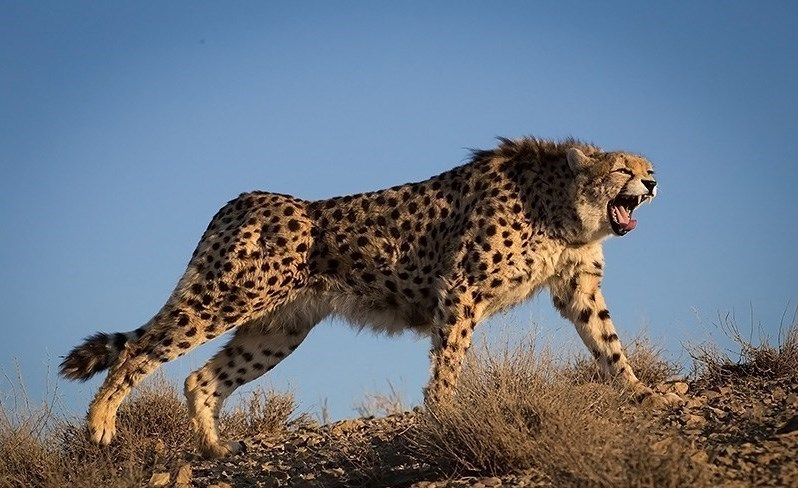
Asiatischer Gepard im Iran

### Heutiges Vorkommen
Der Asiatische Gepard ist in offenen Landschaften, einschließlich kleinen Ebenen und Halbwüsten, verbreitet, wo ausreichende Nahrungsressourcen vorhanden sind. Seine Hauptverbreitungsgebiete befinden sich in den Wüstenregionen des Dascht-e Kawir im östlichen Iran, insbesondere in den Provinzen Kerman, Chorasan, Semnan, Yazd, Teheran und Markazi. Eine bedeutende Population ist innerhalb von fünf Schutzgebieten anzutreffen, darunter dem Kawir-Nationalpark, dem Touran-Schutzgebiet, dem Bafq-Schutzgebiet, dem Dar-e Anjir-Wildreservat und dem Naybandan-Wildreservat.
In den 1970er Jahren wurde der Bestand der Asiatischen Geparden im Iran auf etwa 200 Individuen in elf Schutzgebieten geschätzt. Ende der 1990er Jahre reduzierte sich die Population auf 50 bis 100 Tiere. Erhebungen mittels Fotofallen, die zwischen 2001 und 2012 in 18 Schutzgebieten durchgeführt wurden, identifizierten insgesamt 82 Individuen, die in 15 bis 17 Familien lebten. Nur sechs dieser Tiere wurden länger als drei Jahre beobachtet. In diesem Zeitraum kamen 42 Geparden durch Wilderei, Verkehrsunfälle und natürliche Ursachen ums Leben. Die Populationen sind stark fragmentiert, wobei Überlebensräume insbesondere in den Provinzen Semnan, Nord-Chorasan, Süd-Chorasan, Yazd, Isfahan und Kerman bekannt sind.
Im Sommer 2018 wurden ein Weibchen und vier Jungtiere im Touran-Schutzgebiet in der iranischen Provinz Semnan gesichtet.

### Ehemalige Vorkommen

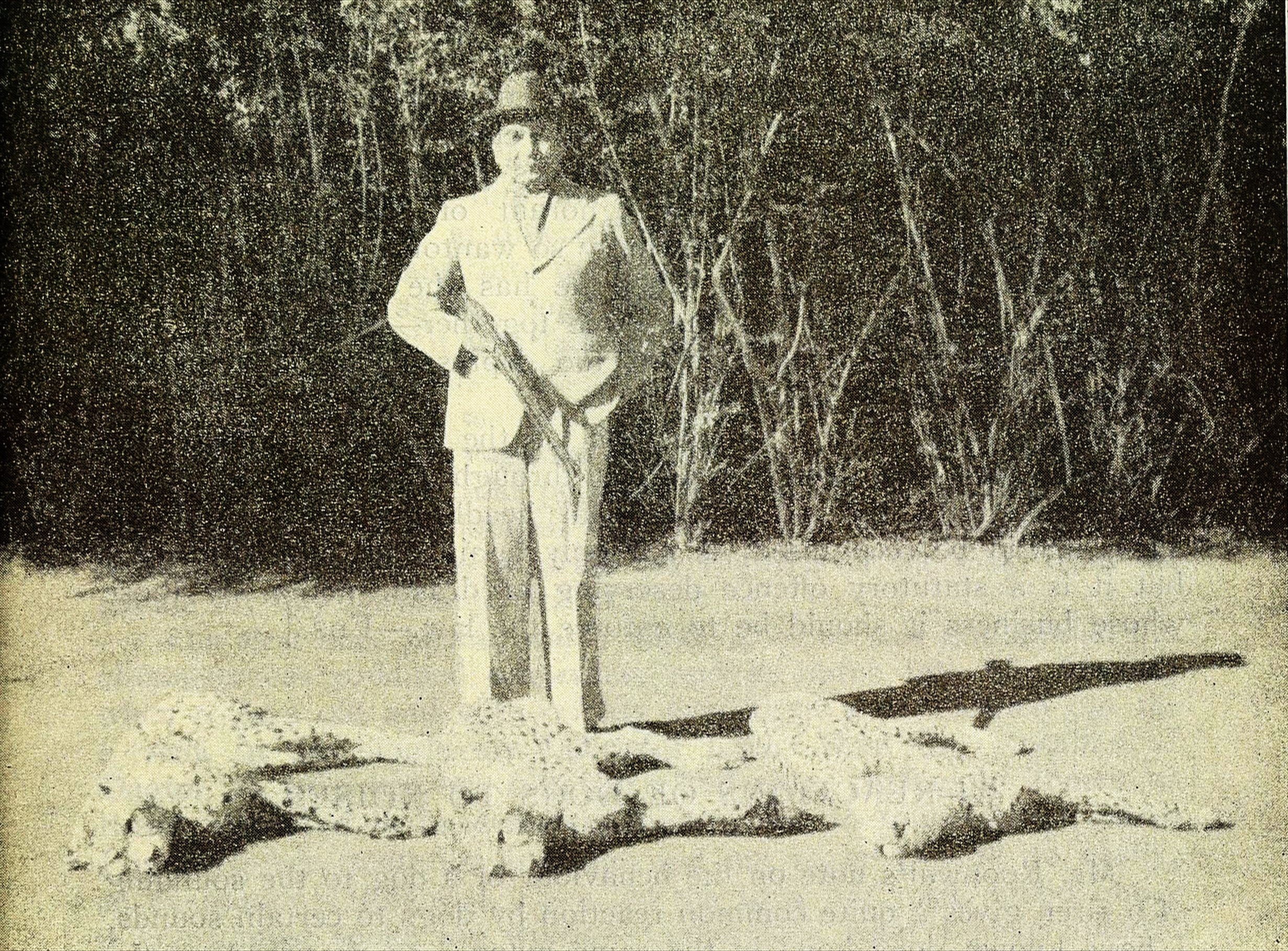
Maharadscha Ramanuj Pratap Singh Deo erlegte drei der letzten Indischen Geparde im Jahr 1947 im Fürstenstaat Surguja, Madhya Pradesh. Sein Privatsekretär stellte das Foto dem Journal of the Bombay Natural History Society zur Verfügung.

Der Asiatische Gepard war einst von der Arabischen Halbinsel und dem Nahen Osten über den Iran, den Kaukasus, Zentralasien, Afghanistan und Pakistan bis nach Indien verbreitet. Überreste aus der Bronzezeit sind aus Troja in Westanatolien und Armenien bekannt. Er gilt in seinem gesamten früheren Verbreitungsgebiet als lokal ausgestorben, wobei die einzige bekannte überlebende Population im Iran vorkommt.
Im Irak wurde der Gepard 1926 noch in der Wüste westlich von Basra nachgewiesen, und ein 1947 oder 1948 von einem Auto getöteter Gepard war das letzte bekannte Vorkommen in diesem Land. 1973 wurden in der Provinz Ha'il im Norden Saudi-Arabiens zwei Geparde getötet. Auf der Arabischen Halbinsel kam er früher in den nördlichen und südöstlichen Randgebieten vor und wurde vor 1974 in Saudi-Arabien und Kuwait gemeldet. Im Jemen wurde der letzte bekannte Gepard 1963 im Wadi Mitan, nahe der Grenze zu Oman, gesichtet. In den Dhofar-Bergen des Oman wurde 1977 ein Gepard in der Nähe von Jibjat erlegt.
In Zentralasien trugen die unkontrollierte Jagd auf Geparde und ihre Beutetiere, strenge Winter und die Umwandlung von Grasland in landwirtschaftlich genutzte Flächen zum Rückgang der Population bei. Zu Beginn des 20. Jahrhunderts hatte sich das Verbreitungsgebiet in Zentralasien erheblich verkleinert. In den 1930er Jahren waren Geparde auf das Ustjurt-Plateau und die Halbinsel Mangischlak in Kasachstan und Usbekistan sowie auf die Ausläufer des Kopet-Dag-Gebirges und eine Region im Süden Turkmenistans an der Grenze zu Iran und Afghanistan beschränkt. Die letzten bekannten Sichtungen in diesem Gebiet erfolgten 1957 zwischen den Flüssen Harirud und Murgab, im Juli 1983 auf dem Ustjurt-Plateau und im November 1984 im Kopet-Dag. Beamte des staatlichen Badhyz-Naturreservats haben bis 2014 keinen Geparden in diesem Gebiet gesichtet; der Grenzzaun zwischen Iran und Turkmenistan könnte die Ausbreitung behindern.
Die Gepardenpopulation in Afghanistan ist so stark zurückgegangen, dass sie seit den 1950er Jahren als ausgestorben gilt. Zwei Felle wurden auf den Märkten des Landes entdeckt, eines im Jahr 1971 und ein weiteres im Jahr 2006, letzteres offenbar in der Provinz Samangan.
In Indien war der Asiatische Gepard historisch in bestimmten Regionen verbreitet, insbesondere in Rajputana, Punjab, Sindh sowie im Gebiet südlich des Ganges in Bengalen bis zum nördlichen Teil des Dekkan-Plateaus. Zusätzliche Vorkommen fanden sich im Kaimur-Distrikt, im Mukundara-Hills-Nationalpark sowie in verschiedenen Wüstengebieten Rajasthans, Teilen Gujarats und Zentralindiens. Mitte des 16. Jahrhunderts wurde der Asiatische Gepard von Großmogul Akbar zur Jagd auf Hirschziegenantilopen, Indische Gazellen und andere Antilopen eingesetzt. Historischen Quellen zufolge soll Akbar während seiner Herrschaft bis zu 1000 Geparden gehalten haben. Diese Angabe könnte jedoch übertrieben sein, da es an Belegen für die ausreichende Unterbringung in Gehegen und der Versorgung mit ausreichend Fleisch einer derart hohen Anzahl an Tieren mangelt.
Das Einfangen ausgewachsener Geparde, die ihre Jagdfähigkeiten von ihren wildlebenden Müttern erlernt hatten, zum Einsatz bei königlichen Jagden gilt als eine weitere Hauptursache für den raschen Rückgang der Art in Indien: Die äußerst geringe Reproduktionsrate von in Gefangenschaft lebenden Tieren ist durch lediglich einen einzigen nachweislichen Wurf dokumentiert. Da zu Beginn des 20. Jahrhunderts wilde Asiatische Geparde in Indien kaum noch anzutreffen waren, führten indische Fürsten zwischen 1918 und 1945 vermehrt Geparde aus Afrika zur Jagd ein. Drei der letzten indischen Geparden wurden 1947 von Maharadscha Ramanuj Pratap Singh Deo erlegt. Ein Weibchen wurde 1951 im Bezirk Koriya im nordwestlichen Chhattisgarh gesichtet.

## Ökologie und Aktivitätsmuster
Im Miandascht-Wildreservat wurden zwischen Januar 2003 und März 2006 vorwiegend tagsüber Geparden beobachtet, wobei diese Sichtungen häufig in der Nähe von Wasserläufen stattfanden. Diese Daten legen nahe, dass die Tiere in unmittelbarem Zusammenhang mit der Verfügbarkeit ihrer Beutetiere aktiv sind.
Zusätzlich zeigen Kamerafallenaufzeichnungen aus dem Zeitraum von 2009 bis 2011, dass Geparden bedeutende Strecken zurücklegen können. Ein Weibchen wurde in zwei verschiedenen Schutzgebieten festgestellt, die etwa 150 Kilometer voneinander entfernt liegen und durch eine Eisenbahnstrecke sowie zwei Straßen getrennt sind. Eine Analyse ähnlicher Daten ergab, dass auch ihre drei männlichen Geschwister und ein weiteres adultes Männchen in drei verschiedenen Schutzgebieten dokumentiert wurden, was auf eine Tendenz zu großen Aktionsräumen hindeutet.

## Nahrungsverhalten

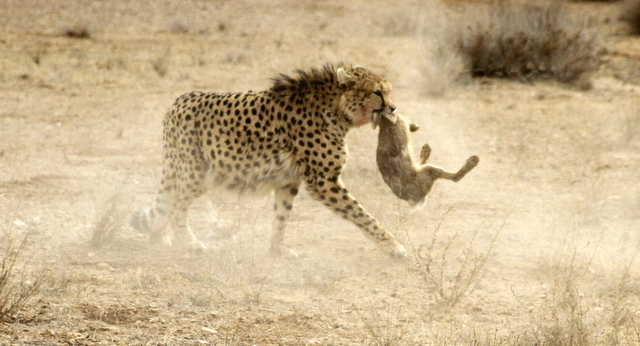
Gepardin Kushki mit einem erbeuteten Kaphasen im Iran

Der Asiatische Gepard ernährt sich von mittelgroßen Pflanzenfressern wie der Indischen Gazelle, Kropfgazelle, Wildschafen, Wildziegen und Kaphasen. Im Khar-Turan-Nationalpark nutzen Geparde eine breite Palette von Lebensräumen, bevorzugen jedoch Gebiete in der Nähe von Wasserquellen. Dieser Lebensraum überschneidet sich zu 61 % mit dem von Wildschafen, zu 36 % mit dem von Onagern und zu 30 % mit dem von Gazellen.
In Indien war die Beute früher reichlich vorhanden. Vor seiner Ausrottung in diesem Land bestand die Hauptnahrung aus Hirschziegenantilopen, Indischen Gazellen, Axishirschen und Nilgauantilopen.

## Fortpflanzungsverhalten

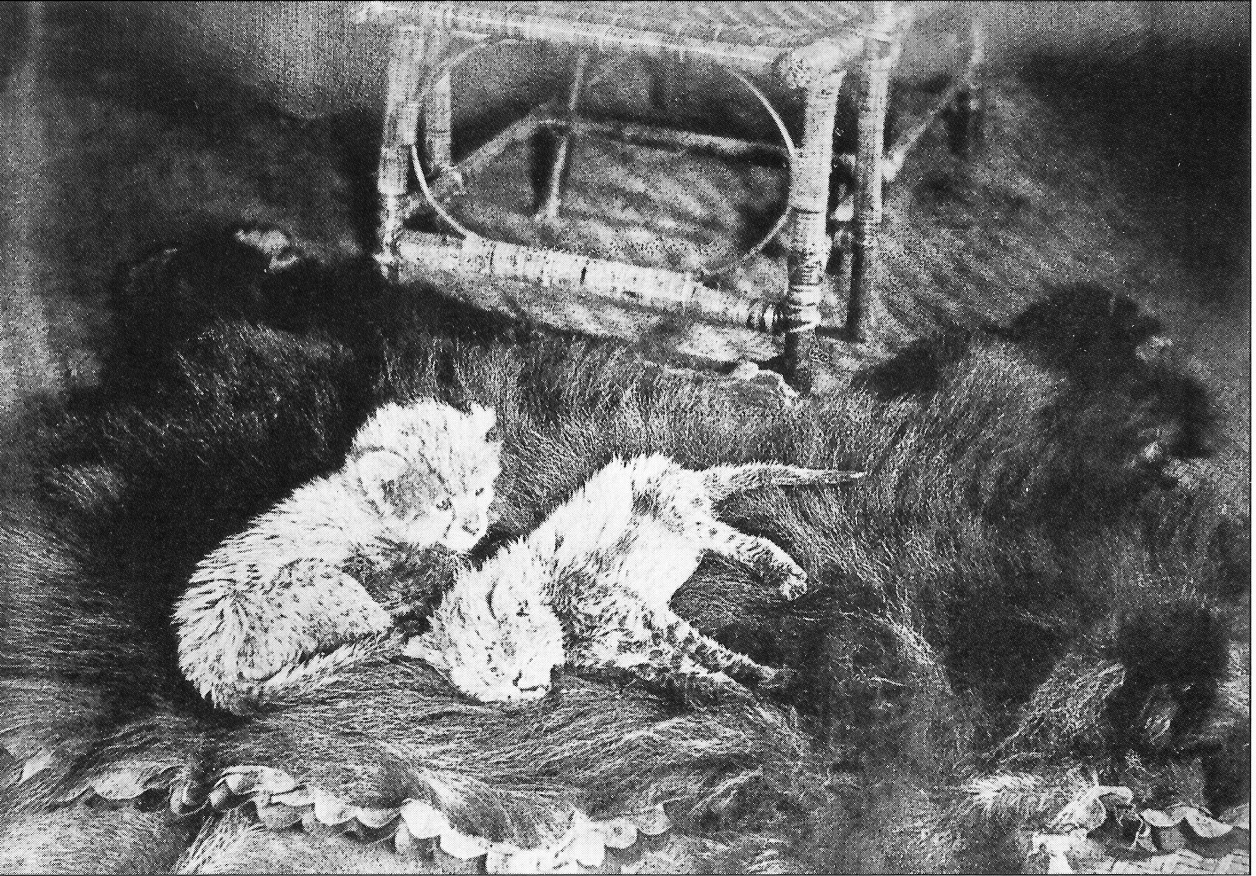
Gepardenjunge in Dharwar, Britisch-Indien, 1897

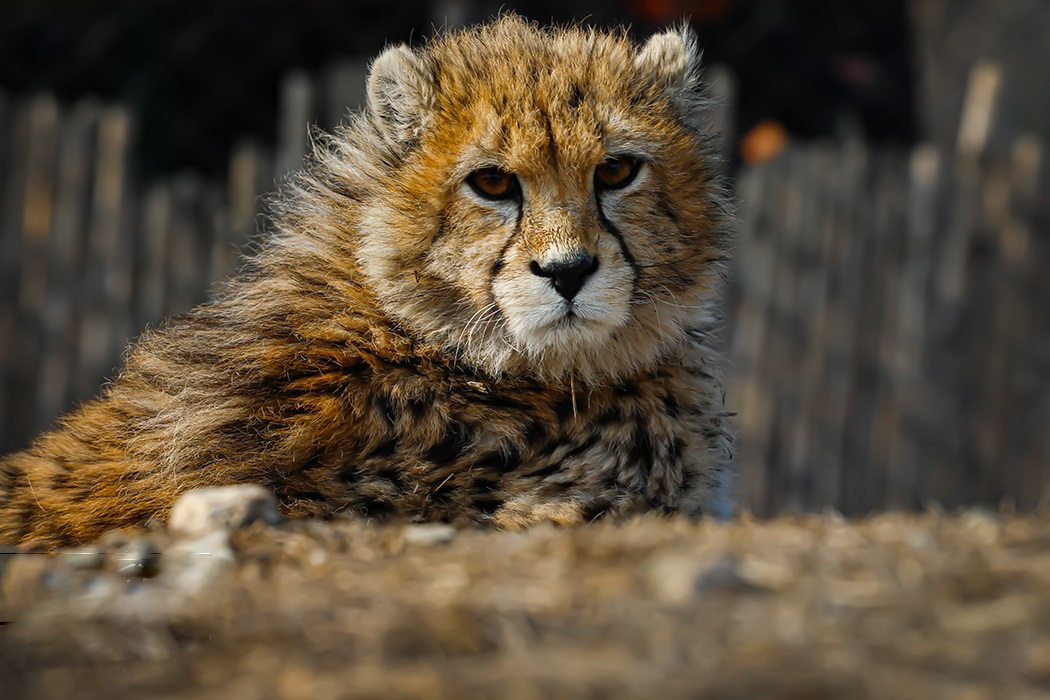
Das Gepardenjunge Pirouz (2022–2023) erlangte große Popularität im Iran.

Belege für die erfolgreiche Aufzucht von Jungtieren durch die Weibchen sind sehr selten. Einige wenige Beobachtungen im Iran deuten darauf hin, dass sie das ganze Jahr über ein bis vier Jungtiere zur Welt bringen. Im April 2003 wurden vier Jungtiere in einer Höhle gefunden, die noch geschlossene Augen hatten. Im November 2004 wurde ein Jungtier mit einer Kamerafalle aufgenommen, das etwa 6 bis 8 Monate alt war. Die erfolgreiche Aufzucht hängt von der Verfügbarkeit von Beutetieren ab. Im Oktober 2013 wurde im Touran-Nationalpark ein Weibchen mit vier Jungtieren gefilmt. Im Dezember 2014 wurden im selben Nationalpark vier Geparden gesichtet und mit Kamerafallen fotografiert. Im Januar 2015 wurden drei weitere erwachsene Asiatische Geparde und ein Weibchen mit ihrem Jungtier im Miandascht-Wildreservat gesichtet. Zu dieser Zeit wurden auch elf Geparde und einen Monat später vier weitere nachgewiesen. Im Juli 2015 wurden fünf erwachsene Geparde und drei Jungtiere im Touran-Nationalpark beobachtet.

## Gefährdung

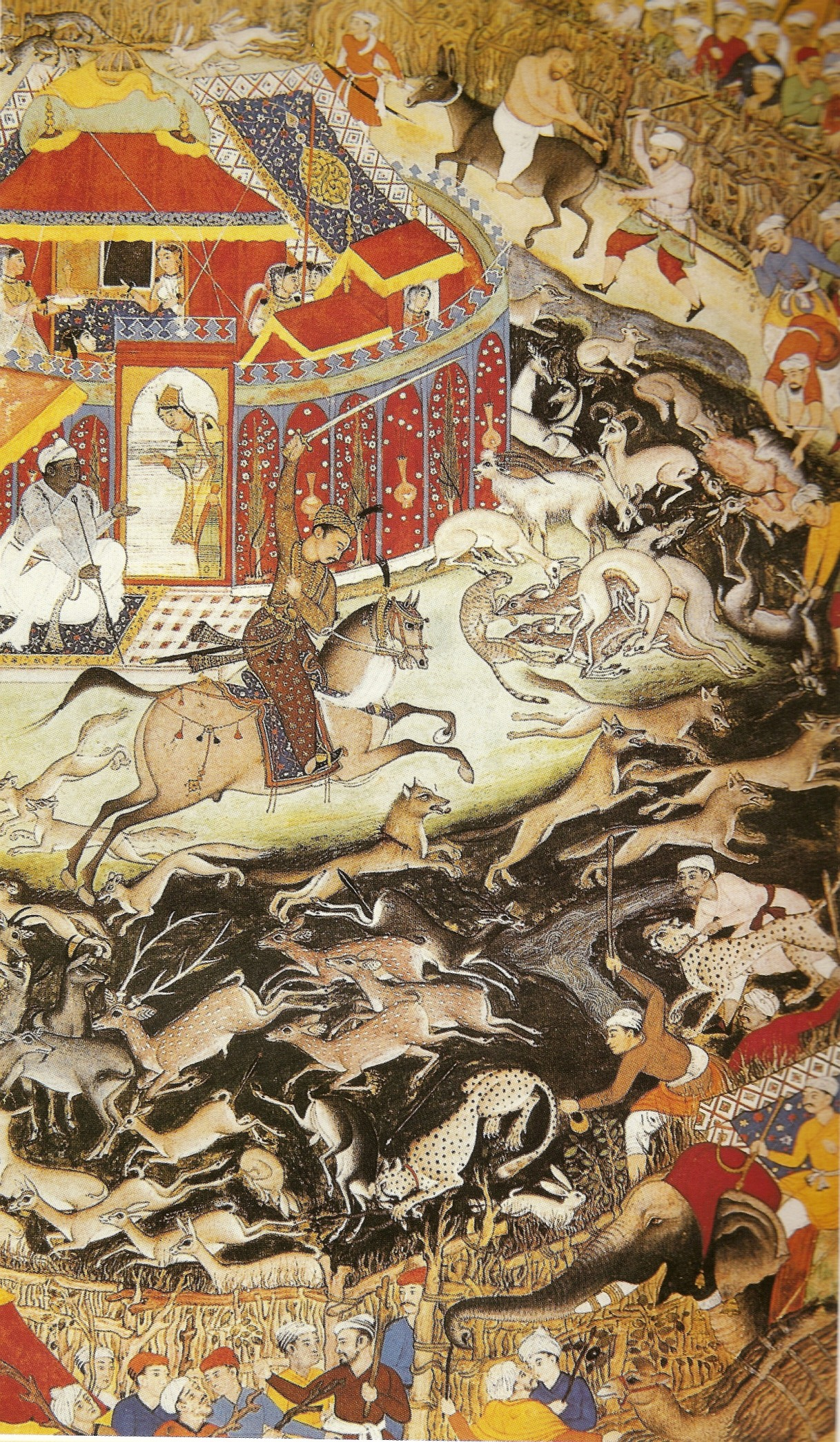
Großmogul Akbar auf der Jagd mit Geparden (circa 1602)

Der Asiatische Gepard wird seit 1996 auf der Roten Liste der IUCN in der Kategorie „vom Aussterben bedroht“ geführt. Nach der iranischen Revolution von 1979 wurde der Schutz der Wildtiere für mehrere Jahre unterbrochen. In den Steppen wurden Manöver mit bewaffneten Fahrzeugen durchgeführt, und die lokale Bevölkerung jagte Geparden und andere Beutetiere unkontrolliert. Die Gazellenpopulation ging in vielen Gebieten zurück, und die Geparden zogen sich in abgelegene Berggebiete zurück.
Der Rückgang der Gazellenpopulation, Verfolgung, Landnutzungsänderungen, Lebensraumzerstörung und -fragmentierung sowie Desertifikation trugen zum Rückgang der Gepardenpopulation bei. Der Gepard leidet unter dem Verlust von Beutetieren infolge der Antilopenjagd und der Überweidung durch eingeführte Viehbestände. Seine Beute wurde verdrängt, als Hirten mit ihren Herden in Wildreservate eindrangen. Ein Hirte verfolgte ein Gepardenweibchen mit zwei Nachkommen auf einem Motorrad, bis eines der Jungtiere aufgrund von Erschöpfung zusammenbrach. Er fing das Tier ein und hielt es zwei Wochen lang angekettet in seinem Haus, bis es von Vertretern des iranischen Umweltministeriums befreit werden konnte.
Der Bergbau sowie der Straßenbau in der Nähe von Naturschutzgebieten bedrohen ebenfalls die Gepardenpopulation im zentralen und östlichen Iran. In drei verschiedenen Regionen, in denen Kohle, Kupfer und Eisen abgebaut werden, wird die größte Gepardenpopulation außerhalb geschützter Gebiete vermutet. Dies betrifft insbesondere die Gebiete Nayband und Bafq, in denen Kohle- und Eisenvorkommen vorliegen. Obwohl der Abbau dieser Rohstoffe an sich nicht direkt schädlich für die Gepardenpopulation ist, führt die Errichtung von Verkehrswegen und der damit verbundene Verkehr zu einem leichteren Zugang für Menschen, einschließlich Wilderer.
Zudem sind die iranischen Grenzregionen zu Afghanistan und Pakistan, insbesondere die Provinz Belutschistan, wichtige Durchgangsgebiete für kriminelle Gruppen und Opiumschmuggler, die in den zentralen und westlichen Teilen Irans aktiv sind und dabei den Lebensraum der Geparden durchqueren. Die unkontrollierte Jagd auf diese Tiere in der Wüste bleibt aufgrund mangelnder Kontrolle seitens der Regierungen der betroffenen Länder ein ernstes Problem.
Konflikte zwischen Viehhaltern und Geparden gefährden die Populationen ebenfalls, auch in Gebieten außerhalb ausgewiesener Schutzgebiete. Zahlreiche Hirten haben Geparden getötet, um Viehverluste zu minimieren oder aus Motiven wie Trophäenjagd, kommerziellem Nutzen oder Freizeitaktivitäten. Zudem halten einige Viehhalter große Hunde vom mastiffartigen Typus, um ihre Herden in geschützten Regionen zu bewachen. Zwischen 2013 und 2016 wurden durch diese Praxis fünf Geparden getötet.
Zwischen 2007 und 2011 starben in der Provinz Yazd sechs Geparde, dreizehn andere Raubtiere und zwölf Kropfgazellen nach Kollisionen mit Fahrzeugen auf einer Transitstraße. Zwischen 2001 und 2014 wurden mindestens elf Asiatische Geparde bei Verkehrsunfällen getötet. Das Straßennetz im Iran stellt ein sehr hohes Risiko für die kleine Population dar, da es die Verbindungen zwischen den Populationseinheiten behindert. Bemühungen, den Bau einer Straße durch das Kerngebiet des Bafq-Schutzgebiets zu stoppen, blieben erfolglos. Zwischen 1987 und 2018 starben im Iran 56 Geparden durch Menschen, 26 wurden von Hirten oder ihren Hunden getötet.

## Schutzmaßnahmen

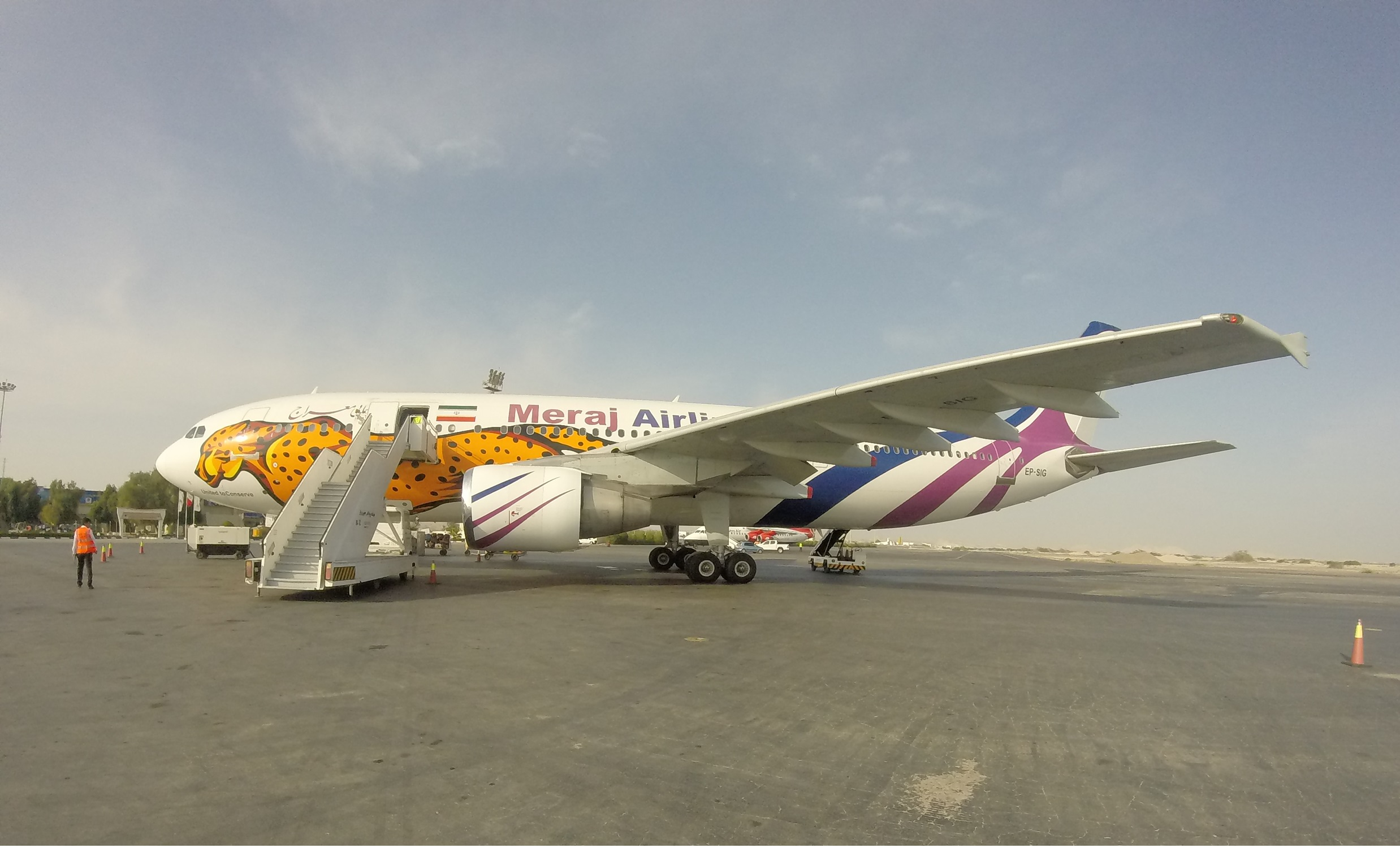
Airbus A306 der Meraj Airlines mit Gepardenlogo

Im September 2001 startete das iranische Umweltministerium in Zusammenarbeit mit der Globalen Umweltfazilität des Entwicklungsprogramms der Vereinten Nationen, der Wildlife Conservation Society, der IUCN/SSC Cat Specialist Group, dem Cheetah Conservation Fund und der Iranian Cheetah Society das Projekt Conservation of the Asiatic Cheetah and its Associated Biota.
Mitarbeiter der Wildlife Conservation Society und des iranischen Umweltministeriums begannen im Februar 2007 mit der Funküberwachung der Asiatischen Geparden. Die Bewegungen der Katzen werden mit GPS-Halsbändern überwacht. Sanktionen gegen den Iran haben einige Projekte, wie die Beschaffung von Kamerafallen, erschwert.
Einige verwaiste Jungtiere wurden in Gefangenschaft aufgezogen, wie zum Beispiel Marita, die 2003 im Alter von neun Jahren starb. Seit 2006 wird der 31. August, der Zeitpunkt ihres Todes, als Tag der Gepardenerhaltung begangen, um die Öffentlichkeit über Schutzprogramme zu informieren.
2014 kündigte die iranische Fußballnationalmannschaft an, dass ihre Trikots für die Fußball-Weltmeisterschaft 2014 und die Fußball-Asienmeisterschaft 2015 mit Logos des Asiatischen Geparden bedruckt werden, um das internationale Bewusstsein für seinen Schutz zu schärfen. Im Februar 2015 führte der Iran die Suchmaschine Yooz ein, die einen Geparden als Logo trägt. Im Mai 2015 kündigte das iranische Umweltministerium an, die Strafe für das Wildern eines Geparden auf 100 Millionen iranische Toman zu verfünffachen. Im September 2015 führte die Fluggesellschaft Meraj Airlines eine neue Ausstattung mit dem Logo des Asiatischen Geparden ein, um ihre Bemühungen zum Schutz dieser Tiere zu unterstützen. Iranische Beamte haben den Bau von Wildtierkorridoren diskutiert, um die Zahl der Todesfälle bei Verkehrsunfällen zu verringern.

## Geparde in Gefangenschaft

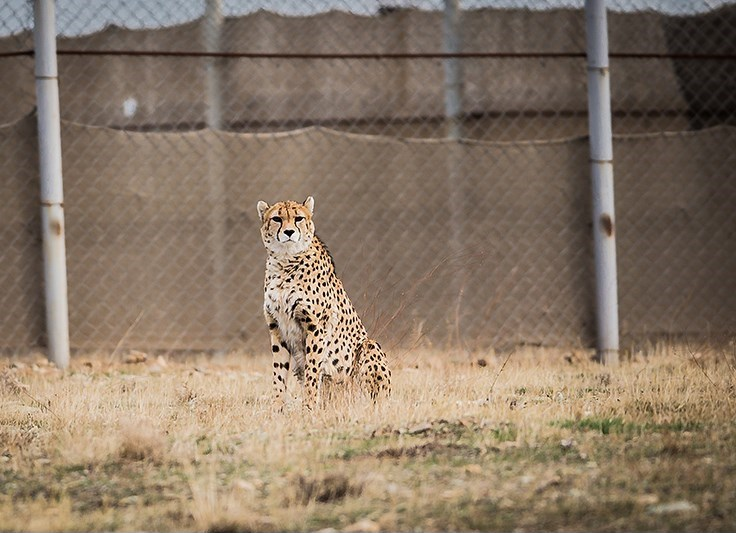
Gepardenmännchen Kooshki in menschlicher Obhut

Im Januar 2008 wurde ein männliches Jungtier im Alter von etwa sieben bis acht Monaten von einem Schafhirten aufgegriffen und in Gefangenschaft gebracht. Beamte des Miandascht-Wildreservats und des Touran-Nationalparks haben einige verwaiste Jungtiere aufgezogen.
Im Februar 2010 wurden Fotos eines Asiatischen Geparden im "Semi-Captive Breeding and Research Center of Iranian Cheetah" in der iranischen Provinz Semnan veröffentlicht. In einem anderen Nachrichtenbeitrag hieß es, dass das Zentrum etwa zehn Asiatische Geparde in einer halbwilden Umgebung beherbergt, die durch einen Drahtzaun rundherum geschützt ist.
2014 wurde zum ersten Mal ein Asiatischer Gepard von Wissenschaftlern der Universidad de Buenos Aires geklont. Der Embryo wurde nicht geboren. Im Dezember 2015 wurde berichtet, dass im Pardisan-Park 18 asiatische Gepardenjunge geboren wurden. Im Mai 2022 brachte eine Asiatische Gepardin in einer Einrichtung im Iran drei männliche Jungtiere zur Welt; zwei von ihnen starben kurz darauf, wobei Pirouz als einziges überlebte. Dies ist die erste bekannte Fortpflanzung der Unterart in Gefangenschaft. Am 28. Februar 2023 starb Pirouz Berichten zufolge im Tierkrankenhaus im Iran an Nierenversagen.